# François Joseph Henri de Nettancourt-Vaubécourt d'Haussonville
Pour les articles homonymes, voir Nettancourt et Haussonville.
François Joseph Henri de Nettancourt-Vaubécourt d’Haussonville, né à Châlons-en-Champagne le 24 avril 1659 et mort à Paris le 17 avril 1736 fut évêque de Montauban.

## Biographie
Ordonné prêtre en 1688, nommé aumônier militaire de la chapelle royale le 7 janvier 1688, abbé commendataire de La Chassaigne (1er novembre 1691), près de Lyon et d’Ainay (8 septembre 1693), il était l’un des enfants du second lit de Nicolas de Nettancourt (27 juillet 1603 - 11 mars 1678), baron de Haussonville (2 juillet 1605), comte de Vaubécourt, baron de l’Orne et de Choiseul, lieutenant général, gouverneur de Landrecies, Châlons, Perpignan, mestre de camp du régiment de Vaubécourt et de Claire Guillaume de Saint-Eulien. 
Seul héritier des biens de son père, l’évêque de Montauban possédait, en 1725, la moitié de la seigneurie de Vaubécourt qu’il céda, le 17 octobre de la même année, à l’un de ses petits cousins, Charles-François de Haussonville, fils de François-Charles-Hyacinthe de Nettancourt (1689-1740), chambellan du roi Stanislas. Il donne le dénombrement de sa terre de Choiseul et rend foi et hommage au roi de France le 25 octobre 1721.
Il fait ses études à Paris où il obtient sa maîtrise ès arts en 1677 sa licence en théologie en 1686 et son doctorat en 1688. Tonsuré dès décembre 1678 il est ordonné en 1688. Nommé aumônier royal il est pourvu en commende de  l'abbaye de Chassagne dans le diocèse de Lyon en 1691 et de l'abbaye d'Ainay dans le même diocèse en 1693.
Nommé évêque par ordonnance royale du 15 août 1703, proposé à Rome le 17 décembre, il est sacré évêque de Montauban le 30 mars 1704 en l'église Saint Victor à Paris par le cardinal de Noailles. Dans son diocèse il est à l'origine d'un Propre des saints. Il fait preuve de zèle contre les calvinistes tant que vécut le roi Louis XIV puis en faveur du jansénisme.  Membre de l'assemblée générale du Clergé (1725), il doit se démettre de son siège épiscopal en 1729 après s'être finalement prononcé le 16 août 1714 en faveur de la fameuse bulle Unigenitus. Il meurt en 1736 et il est enterré en l'église Saint Paul à Paris.
L'un de ses frères, Louis-Claude, sera lieutenant général des armées du roi.

## Iconographie
Le portrait du nouvel évêque de Montauban fut commandé à Hyacinthe Rigaud en 1720 pour 500 livres.